# Du crépitement sous les néons
Du crépitement sous les néons (internationaler englischsprachiger Titel White Neon, auch Blazing Neon) ist ein Actionfilm von Fabrice Garçon und Kévin Ossona. Das Roadmovie basiert auf dem gleichnamigen Roman von Rémy Lasource und kam im November 2022 in die französischen Kinos.

## Handlung
Yann, der sich während der Ermittlungen gegen ihn wegen einer Straftat auf freiem Fuß befindet, träumt von einem neuen Leben fernab der Banlieues von Paris.

## Produktion

### Literarische Vorlage und Filmstab
Der Film basiert auf dem Roman Du crépitement sous les néons von Rémy Lasource, der 2017 bei Ex Aequo veröffentlicht wurde. Nach seinem Studium der Rechtswissenschaften wurde Lasource Staatsbediensteter und arbeitete einige Jahre in den nördlichen Banlieues von Paris, wo er mit der Polizei und den Richtern in Kontakt stand. Du crépitement sous les néons ist sein zweiter Roman, den er bei Ex Aequo veröffentlichte.
Regie führten Fabrice Garçon und Kévin Ossona, gemeinsam auch bekannt als Fgko. Zuvor realisierten sie zusammen bereits Filme wie Voyoucratie, der Anfang des Jahres 2018 in die französischen Kinos kam. Gemeinsam mit Sherazade Khalladi adaptierten sie auch Lasources Roman für den Film.

### Besetzung und Dreharbeiten

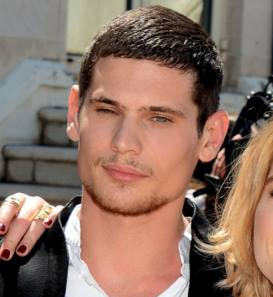
Jérémie Laheurte spielt Yann

Jérémie Laheurte spielt in der männlichen Hauptrolle Yann. Bekanntheit erlangte er durch den Film Blau ist eine warme Farbe von Abdellatif Kechiche, der 2013 bei den Filmfestspielen in Cannes mit der Goldenen Palme ausgezeichnet wurde. Im Jahr 2021 war Laheurte in insgesamt acht Folgen der Serie Paris Police 1900 zu sehen. Auch in dem Spielfilm Une belle course von Christian Carion aus dem Jahr 2022 erhielt er eine Rolle. Tracy Gotoas, die die Prostituierte Dara spielt, war zuvor in kleinen Rollen in Filmkomödien wie Roulez jeunesse und Neuilly sa mère, sa mère! und in einer Hauptrolle in L’Horizon von Émilie Carpentier zu sehen. Idir Azougli, der Saïd spielt, war 2018 in dem Spielfilm Sheherazade von Regisseur Jean-Bernard Marlin zu sehen, der als bester Erstlingsfilm beim César ausgezeichnet wurde. Später stand Azougli gemeinsam mit Matt Damon, Camille Cottin und Abigail Breslin für den Film Stillwater von Tom McCarthy vor der Kamera und spielte an der Seite von Gilles Lellouche, François Civil und Karim Leklou in Bac Nord von Cédric Jimenez, der 2022 sechsmal für den César nominiert war. Der Rapper Bosh, eigentlich Christopher Ngongo Sombi, spielt Sumaï. Nacho Fresneda ist in der Rolle von Xavi zu sehen.
Die Dreharbeiten fanden ab Mitte September bis Mitte Oktober 2021 in Île-de-France sowie in Nouvelle-Aquitaine statt. Die Aufnahmen entstanden unter anderem in der Stadt Aubervilliers im Département Seine-Saint-Denis im Norden von Paris, in der Cité Villette, einem architektonischen Ensemble in Aubervilliers, und der Metrostation Porte de la Villette. Ein leerstehendes Gebäude unter der Autobahn in der Gemeinde Alfortville bei Paris diente dem Wohnkomplex der Nigerianer als Kulisse. Eine Schwierigkeit habe darin bestanden, auch die Aufnahmen dieses Roadtrip nach Spanien hier zu filmen / entstehen zu lassen, so Ossona. Die letzte Woche drehten sie in Südfrankreich an einem einsamen Strand der direkt an der Atlantikküste gelegenen Gemeinde Vieux-Boucau, nördlich von Biarritz. In Spanien selbst entstanden am Ende der Dreharbeiten nur einige Aufnahmen der beiden Hauptdarsteller vor Straßen und Straßenschildern. Als Kameramann fungierte Fabio Caldironi, der mit einer Alexa Mini drehte.

### Filmmusik und Veröffentlichung

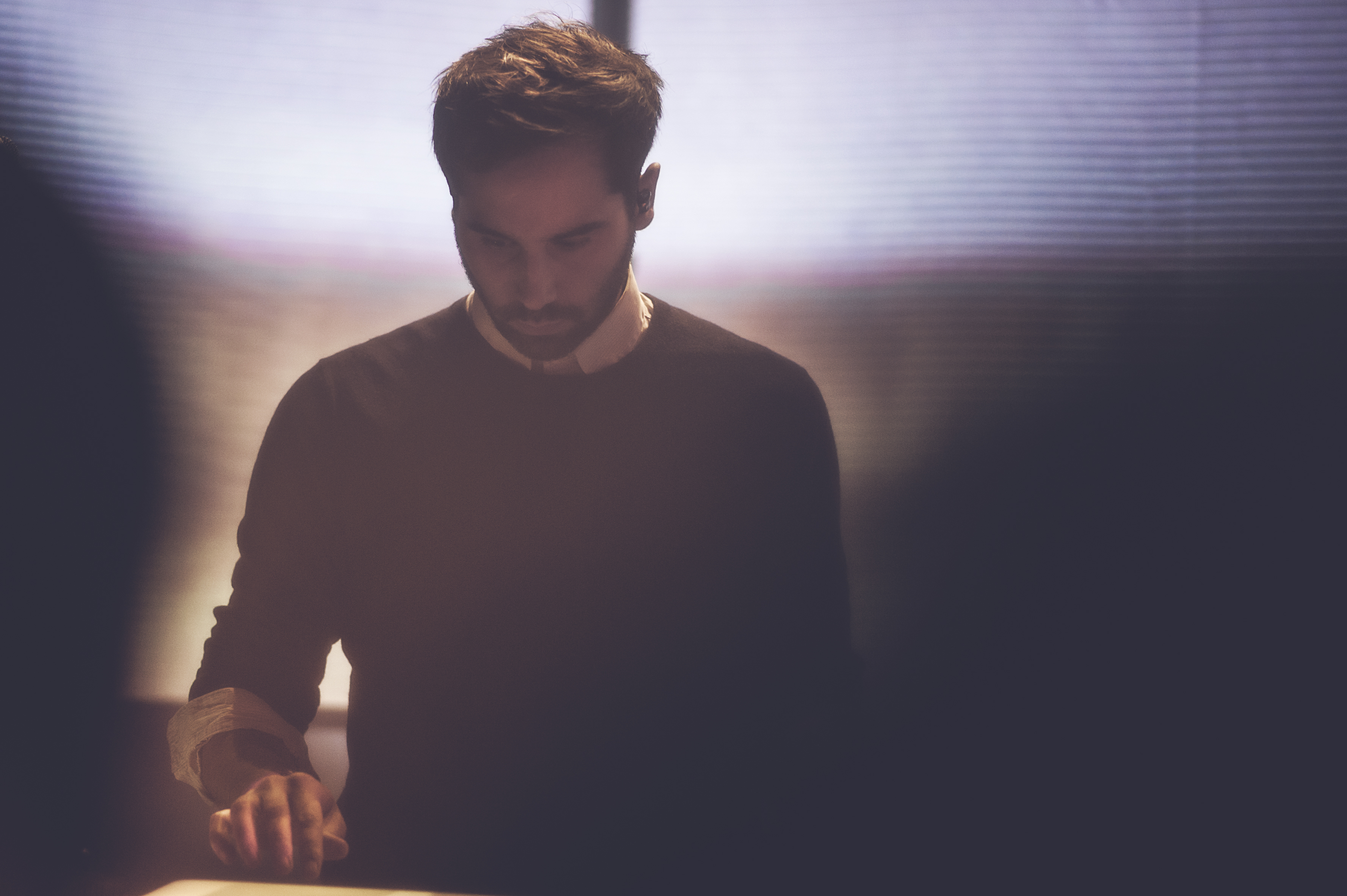
Die Musik komponierte Saycet

Die Musik komponierte Saycet. Der auf elektronische Musik spezialisierte Franzose arbeitete bereits für Filme wie Un vrai bonhomme und Mi iubita, my love.
Der Film kam am 16. November 2022 in die französischen Kinos. Ein erster Trailer wurde kurz zuvor veröffentlicht. Im März 2023 wurde er beim Manchester Film Festival vorgestellt.